# Gótico inglés

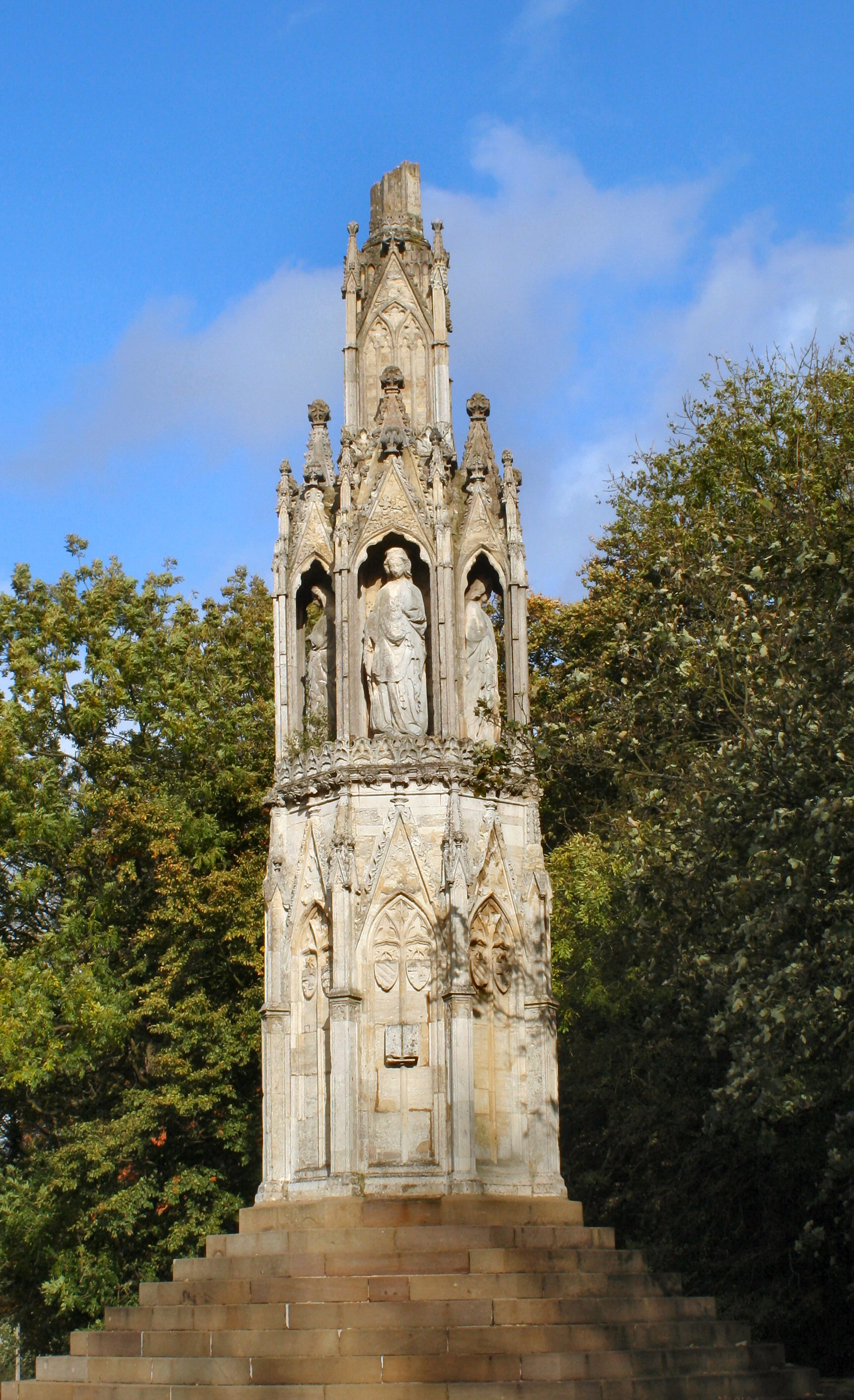
Una de las doce Eleanor crosses ("cruces de Leonor") levantadas en memoria de la fallecida reina de Inglaterra Leonor de Castilla entre 1291 y 1294.

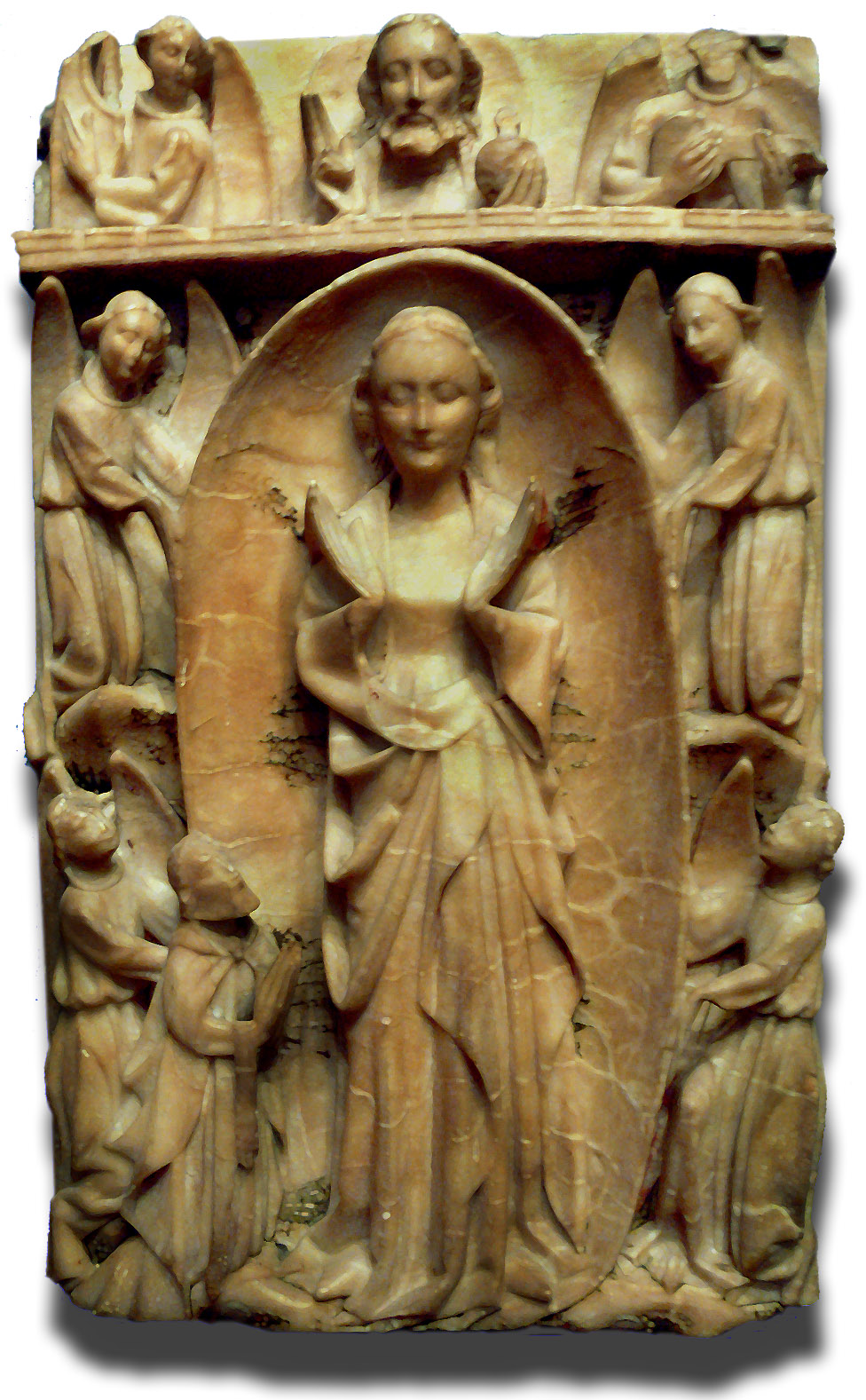
Detalle de un retablo en alabastro (estilo Nottingham alabaster) procedente de la Inglaterra del.

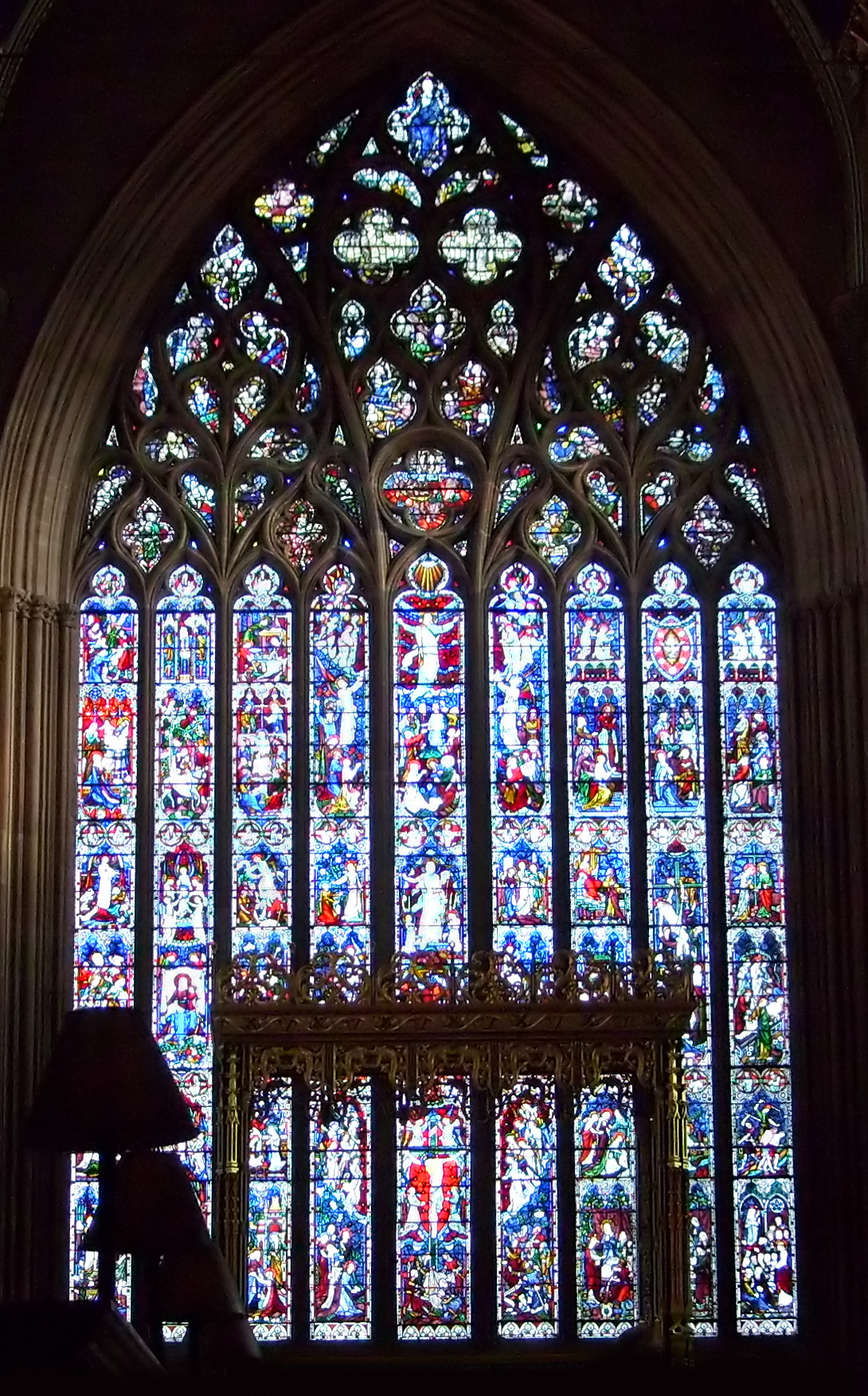
Vitral este de la catedral de Carlisle.

Gótico inglés (English Gothic en lengua inglesa) es la denominación historiográfica de la subdivisión local del arte gótico que se desarrolló en Inglaterra entre 1180 y 1520 aproximadamente. Un estilo que, en voz de Martín González, arranca antes incluso que en Francia, y del que precisamente beberá el arte galo a partir deblos siglos XII y XIII. Sus influencias, sin embargo, así como la fama del gótico inglés estarán limitadas por condicionantes territoriales, tales como su posición insular.

## Escultura y pintura

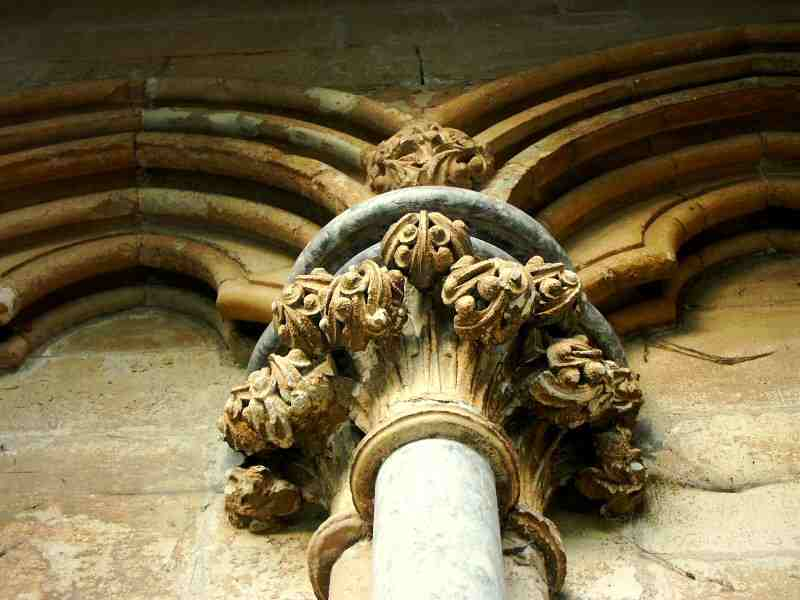
Catedral de Salisbury.
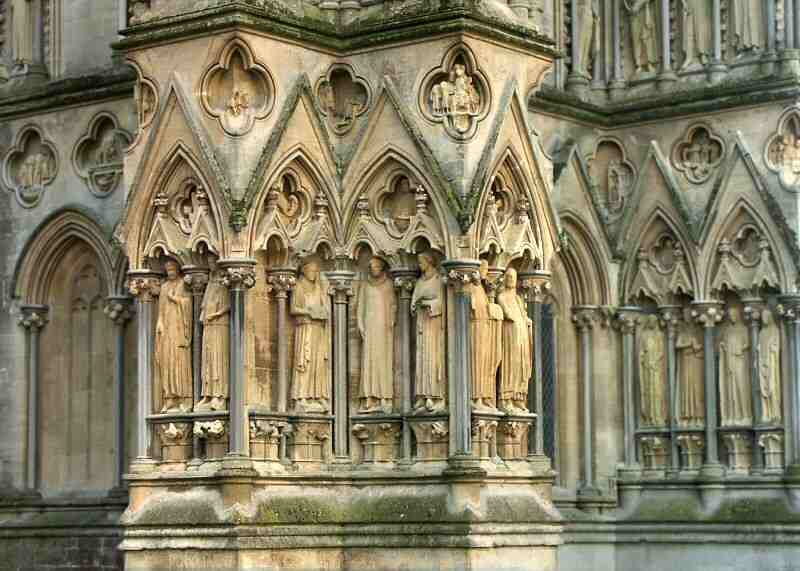
Catedral de Wells.
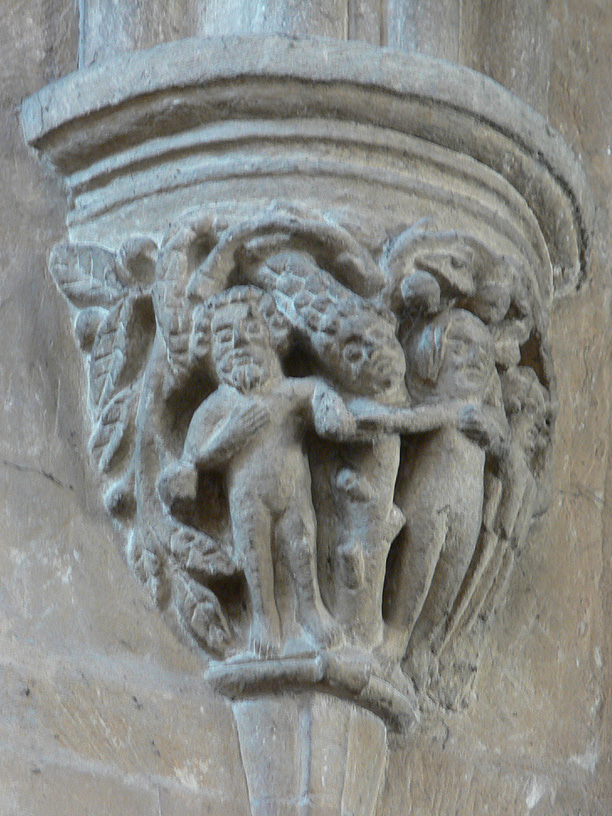
Relieves del siglo XIV en la iglesia de Todos los Santos de Oakham.
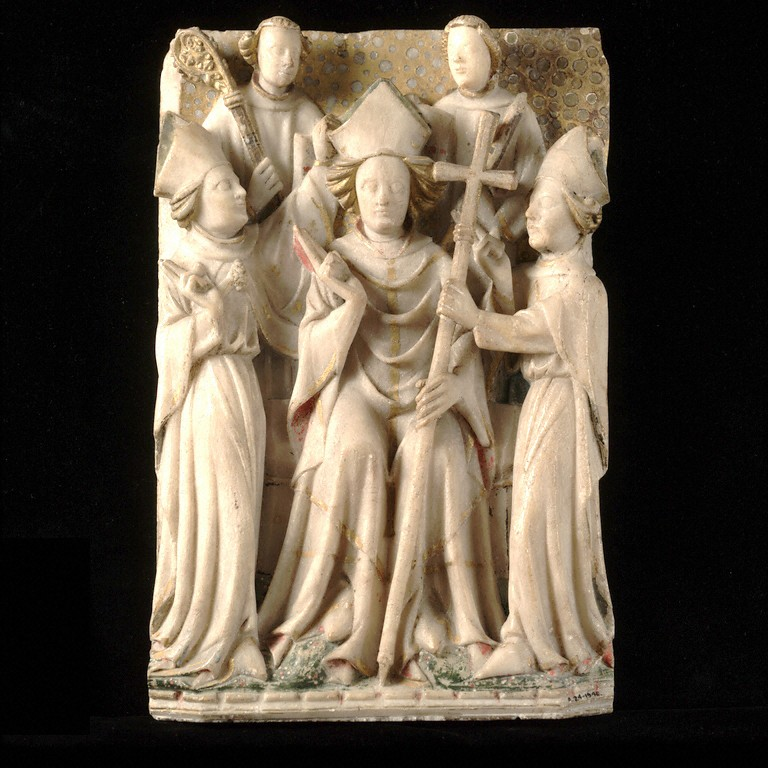
Escenas de la vida de Santo Tomás Becket, en Nottingham alabaster. Victoria & Albert Museum.
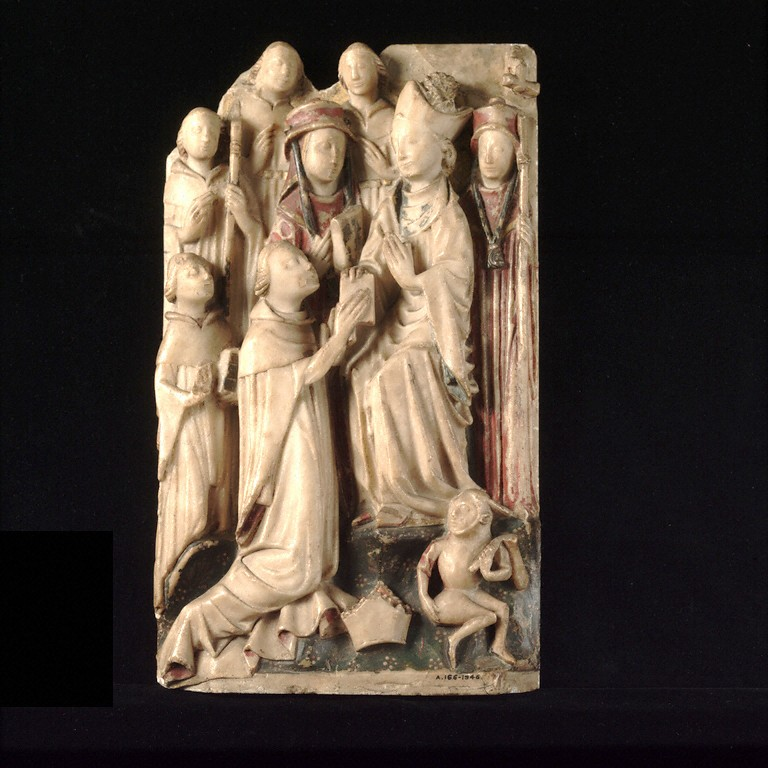
Ídem.
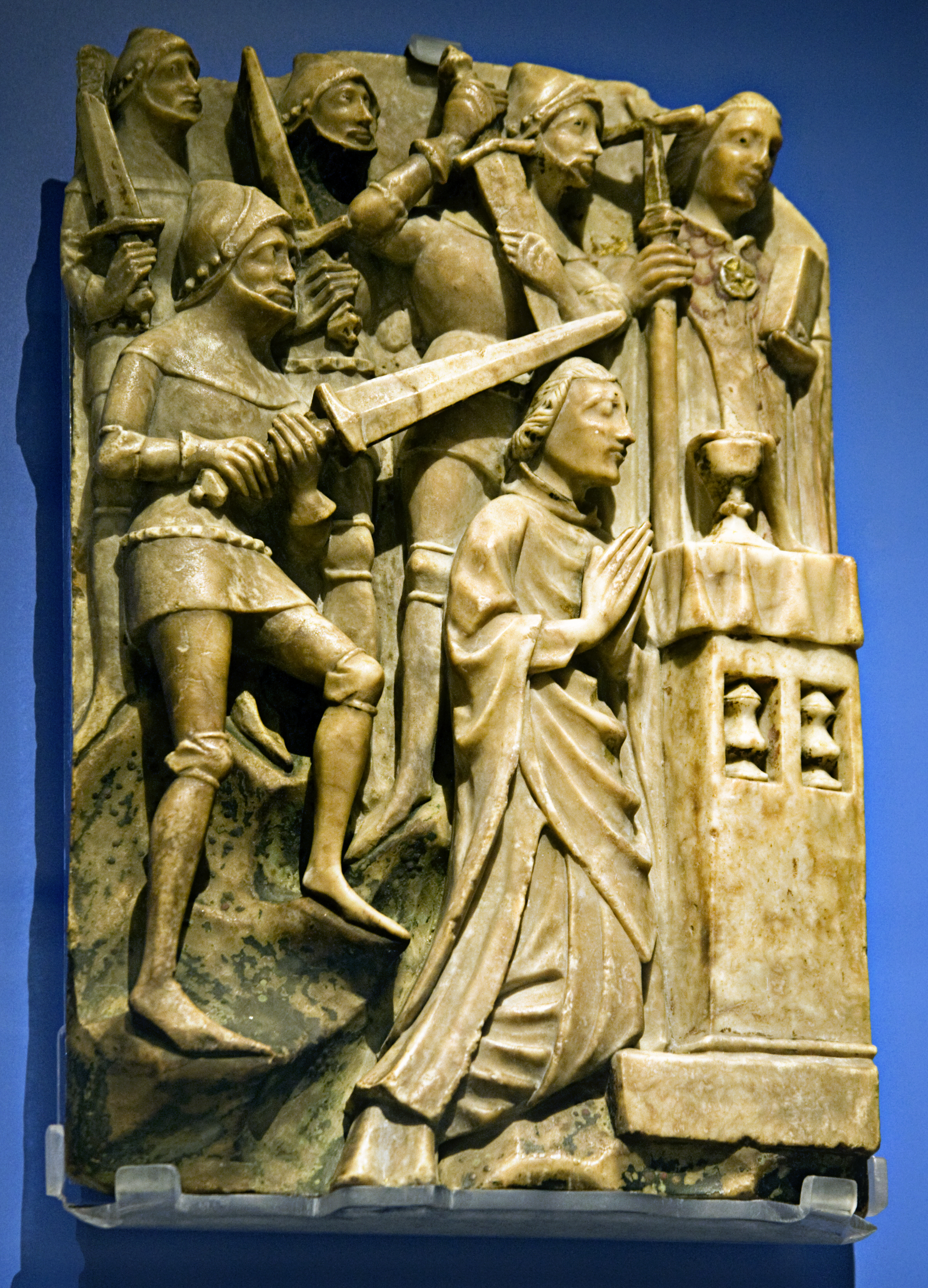
Ídem. British Museum
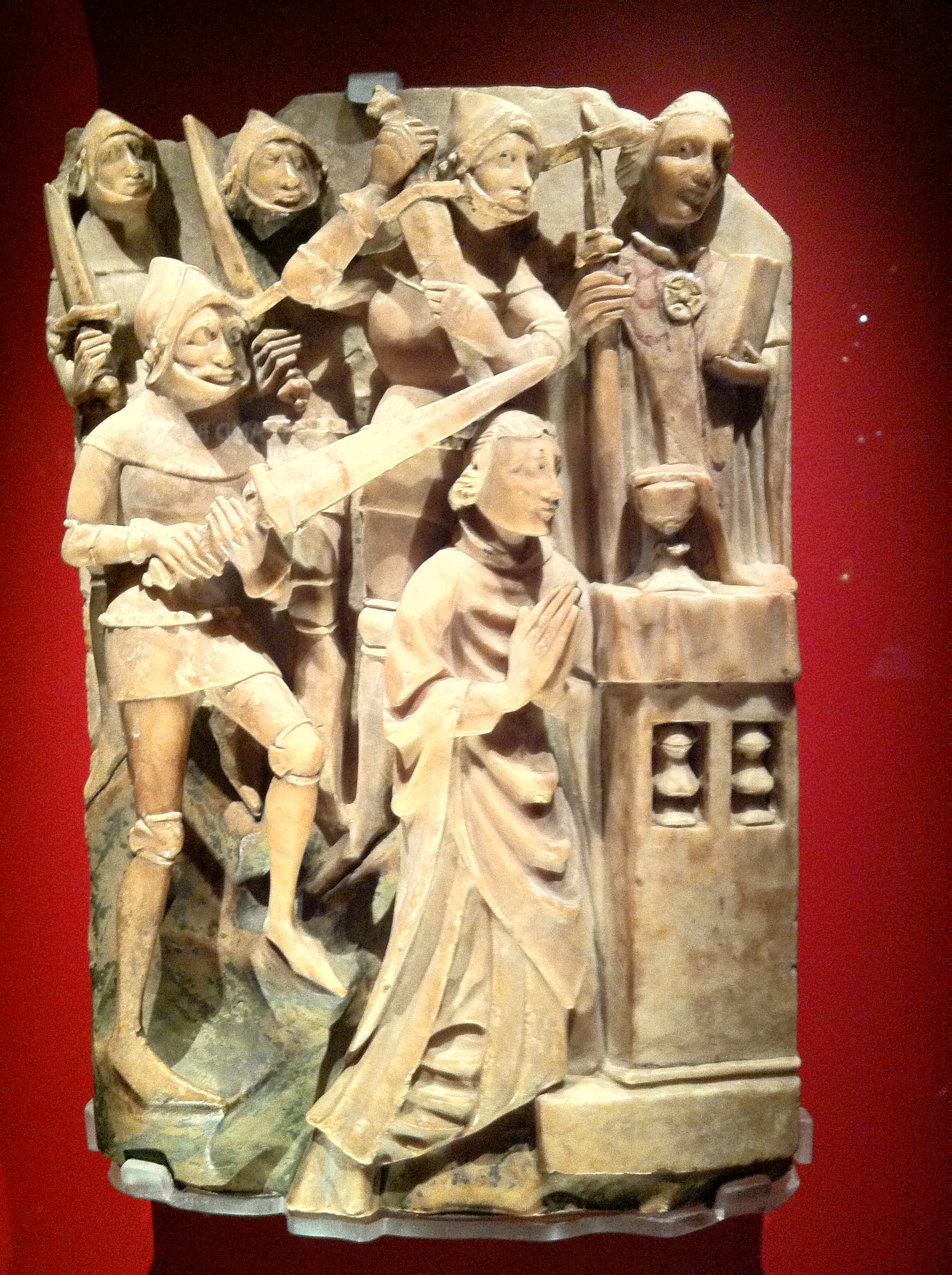
Ídem.

Además de la decoración escultórica fijada a los elementos arquitectónicos (capiteles, pórticos), la escultura gótica inglesa se produjo en soportes muebles, de tipo retablo, en los que se desarrolló el estilo llamado Nottingham alabaster ("alabastro Nottingham").
Ejemplos de pintura gótica inglesa son el psalterio Tickhill (Tickhill Psalter, siglo XIV), el díptico de Wilton (ca. 1395) o el retablo Westminster (Westminster Retable, ca. 1270).

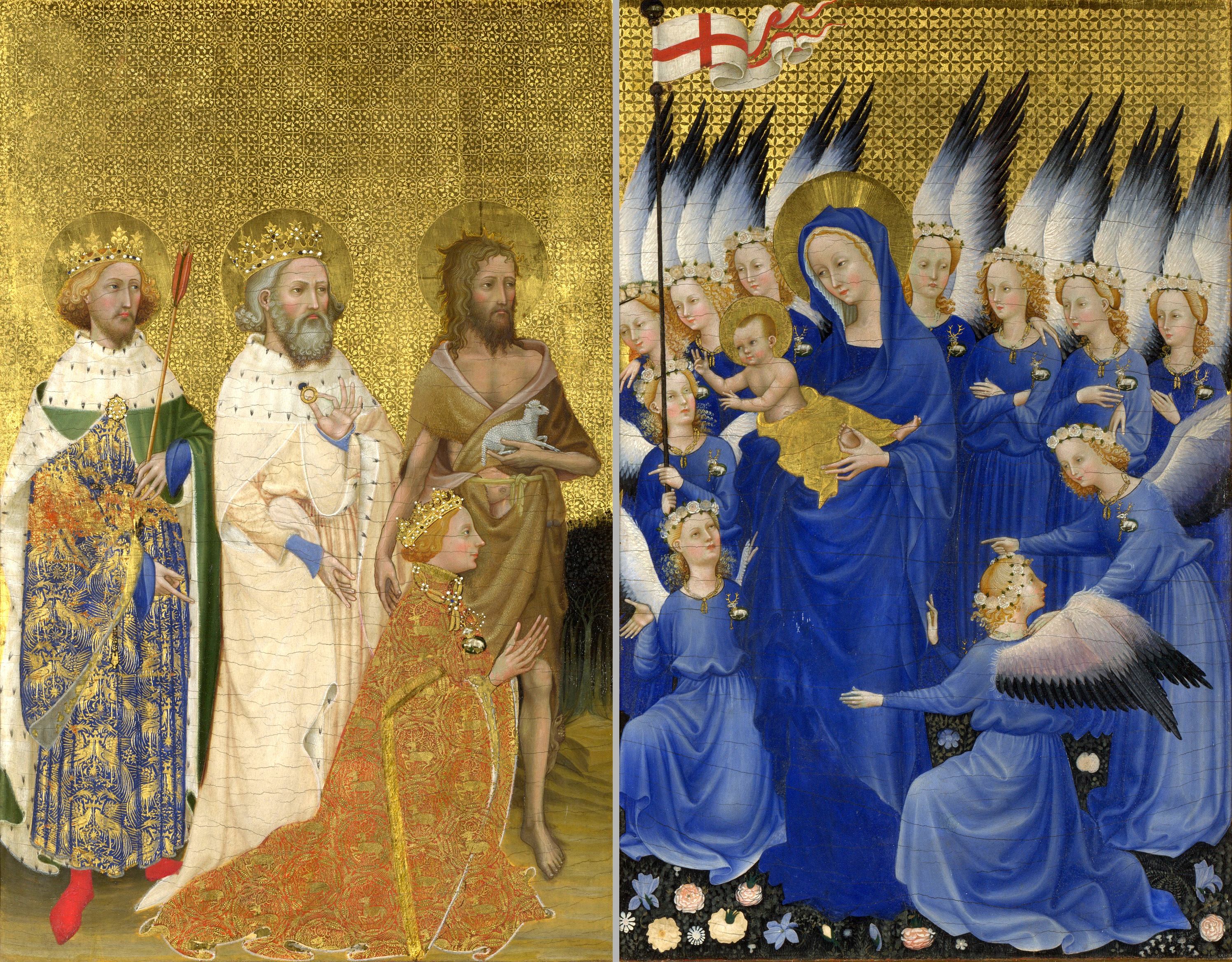
Díptico de Wilton.

## Arquitectura
La arquitectura gótica inglesa o gótico inglés (English Gothic) es el estilo arquitectónico que floreció en Inglaterra desde alrededor de 1180 y que dominó más de tres siglos, hasta alrededor de 1520, más de un siglo después de que en Florencia se introdujera el estilo renacentista a principios del siglo XV. Además de usarse en nuevas construcciones, muchos edificios anteriores fueron reconstruidos total o parcialmente de esta manera, de modo que la mayoría de los edificios medievales ingleses que se conservan son predominantemente góticos en la forma: lo son la mayoría de las catedrales medievales y grandes iglesias parroquiales —a menudo de fundación normanda, entre ellas algunas  de las obras más grandes y mejores de la arquitectura del país— y también gran cantidad de arquitectura civil (castillos, palacios, grandes casas, universidades y muchos edificios civiles más pequeños, sin pretensiones, como casas de caridad (almshouses) y trade halls (salas de comercio). La primera aplicación del gótica a gran escala en el país fue en el coro (1175-1184) de la catedral de Canterbury. 
El estilo gótico surgió en gran parte por la voluntad de iluminar las oscuras naves románicas y la introducción de grandes ventanales, a menudo cerrados con grandes vitrales coloreados y subdivididos por tracería de piedra decorativa. El deseo de aumentar el área de las ventanas impulsó el desarrollo de nuevas técnicas estructurales, de las que derivarían la mayoría de los otros rasgos distintivos del estilo: arcos apuntados, bóvedas de crucería, contrafuertes, arbotantes y pináculos. Estos elementos aumentaron la resistencia del edificio y redujeron el peso que tenía que ser soportado por los muros, lo que permitió disponer más superficie en los cerramientos para acristalar. También hicieron posible una mayor flexibilidad de proporciones que la permitida en el románico. Otros rasgos son el uso de torres y agujas, las columnas compuestas de múltiples fustes y la escultura en alto relieve, generalmente de carácter más naturalista que la que se encuentra en la decoración románica.
La tradición arquitectónica gótica se había originado en Francia en la segunda mitad del siglo XII —cuando el abad Suger empleó por vez primera los diversos elementos  juntos en un único edificio en el coro de la basílica de Saint-Denis, al norte de París, dedicada el 11 de junio de 1144.— y se extendió rápidamente en Inglaterra, donde comenzó a sustituir a la arquitectura normanda (denominación que recibe en el país el estilo románico) y a partir del que evolucionaron muchas de las características de la arquitectura gótica (evolución puede verse más particularmente en la catedral normanda de Durham, que posee una de las primeras bóvedas de crucería altas conocida). Siguió una evolución independiente del resto del continente, siendo el estilo dominante durante más de 300 años,
Los historiadores del arte dividen tradicionalmente el gótico inglés en tres periodos o estilos cronológicamente sucesivos pero solapados, que pueden ser a su vez subdivididos para definir con precisión los diferentes estilos. La periodización más habitual sigue las etiquetas convencionales acuñadas por Thomas Rickman (Attempt to Discriminate the Style of Architecture in England, 1812-1815): 
- 1180-1275: primer gótico inglés o gótico primitivo (Early English Gothic), el más sencillo y el más cercano a los modelos franceses. Se caracteriza por la simplicidad de sus bóvedas y tracería, el uso de ventanas de lanceta y una decoración escultórica menor que en cualquiera de las variedades románicas o posteriores del gótico. Se inicia con el coro de la catedral de Canterbury (f. 1175), de William de Sens construida conforme al modelo francés. En 1192 se empieza a construir la catedral de Lincoln cuyos trabajos se prolongarán durante todo el siglo XIII. El más puro gótico inglés de esta época lo representa la catedral de Salisbury que fue construida en una  única, aunque larga, campana (1220-1258, con añadidos posteriroes de la torre). El estilo es más horizontal que en Francia y se desarrolla un tipo de fachada denominada de pantalla, ya que la fachada surge como una pantalla decorativa, sin relación con los espacios posteriroes, con una reducida puerta de acceso y numerosas arquerías ornamentadas con estatuas, que cubren toda la superficie, incluidas las torre y, las largadas naves. La abadía de Westminster, comenzada en 1245 estuvo influenciada por el estilo francés. Son también buenos ejemplos la abadía de Whitby y la abadía de Rievaulx.[8]

- 1275-1380: gótico decorado (Decorated Gothic) que surgió con el aumento en la proliferación y elaboración de la decoración escultórica y en la tracería y la aparición de bóvedas más complejas y decorativas. Se suele dividir en dos periodos, denominados «estilo geométrico» (geometric style), entre 1250 y 1290, y «estilo curvilíneo» (curvilinear style), entre 1290 y 1350. Son buenos ejemplos las catedrales de  Lincoln, de Carlisle,[9] de York, de Lichfield y la linterna octogonal de la catedral de Ely).

- 1380-1520: gótico perpendicular (Perpendicular Style), la transformación final de la tradición inglesa, y la más alejada de los estilos continentales contemporáneos. Fue llamado así por su énfasis en las líneas verticales continuas, con el uso de molduras verticales en los muros y en los patrones de rejilla de su tracería. En su uso de esculturas y tracería este estilo fue más discreto que en el gótico decorado, pero vio como las intrincadas bóvedas alcanzaban su cenit, con el desarrollo de las elaboradas bóvedas bóvedas de lierne y de abanico, casi exclusivamente en Inglaterra. El tamaño de las ventanas también alcanzó su punto máximo en este período, mientras que los arcos —es característico de este estilo el llamado arco Tudor— y las bóvedas se hicieron más planas, desarrollos que supusieron unas solicitaciones estructurales mayores que nunca antes en los edificios. Ello fue posible porque las técnicas estructurales góticas ya habían alcanzado una gran sofisticación, especialmente en el uso de contrafuertes. Las obras más representativas se encuentran en las universidades de Oxford y Cambridge, donde destaca el King's College, Cambridge, que se comenzó a construir en 1443; también son muy notables las catedrales de  Gloucester y de Mánchester, la abadía de Bath, la iglesia de San Jorge en Windsor y la de Enrique VII, en la abadía de Westminster. Hubo también un gran desarrollo de la arquitectura civil. A esta etapa final la siguió el estilo Tudor ( 1485-1603), un estilo superpuesto y que a veces se confunde con el último perpendicular.

- Tracerias típicas de los estilos góticos ingleses
- The Five Sisters,  transepto norte de la York Minster, combinación de lancetas, ejemplo de gótico temprano
- Gran ventana occidental, decorado, catedral de Exeter
- Golden Windows, decorado,  en el extremo oriental de la catedral de Wells
- Ventana occidental de la catedral de Winchester, perpendicular
- Ventana de la King's Chapel, Cambridge, perpendicular